# جوائز الأفلام الآسيوية
جوائز الأفلام الآسيوية تقديم سنويًا من قبل أكاديمية جوائز الأفلام الآسيوية لتكريم تميز محترفي السينما في الصناعات السينمائية في السينما الآسيوية..

## نبذه تاريخية
في 29 كاونون الأول/يناير 2007، أعلن ويلفريد وونغ، رئيس جمعية مهرجان هونغ كونغ السينمائي الدولي، عن إطلاق جوائز الأفلام الآسيوية. أقيم حفل توزيع جوائز الأفلام الآسيوية الأول في 20 آذار/مارس 2007، في ليلة افتتاح مهرجان هونغ كونغ السينمائي الدولي الحادي والثلاثين في مركز هونغ كونغ للمؤتمرات والمعارض. وقد كرّم أفضل الإنجازات السينمائية للسينما الآسيوية لعام 2006، وحضره حوالي 4000 ضيف من مختلف أنحاء العالم.
يقام حفل عرض الجوائز كجزء من حفل افتتاح معرض الترفيه في هونغ كونغ. إن صانعي الأفلام والنجوم البارزين من جميع أنحاء العالم مدعوون لمنح الجوائز للفائز (الفائزين) من كل فئة، مما يجعل الحفل مبهر بالإضافة إلى حدث ثقافي مؤثر.
طوال تاريخها ومنذ افتتاحها في عام 2007، هيمنت الأفلام الناطقة باللغة الصينية والمحترفون من الصين وتايوان وهونغ كونغ على الجوائز.

## فئات الجوائز
- أفضل فيلم
- أفضل مخرج
- افضل ممثل
- أفضل ممثلة
- أفضل ممثل مساعد ، منذ عام 2008
- أفضل ممثلة مساعدة ، منذ عام 2008
- أفضل مخرج جديد ، منذ 2018
- أفضل وافد جديد ، منذ عام 2009
- أفضل كاتب سيناريو
- أفضل مصور سينمائي
- أفضل مصمم إنتاج
- أفضل ملحن
- أفضل محرر
- أفضل المؤثرات البصرية
- أفضل مصمم أزياء ، منذ عام 2010

## روابط خارجية
- جوائز الأفلام الآسيوية على موقع IMDb (الإنجليزية)